# Sugata Mitra
Sugata Mitra (সুগত মিত্ৰ; 12 februari 1952) is hoogleraar Educational Technology aan de School of Education, Communication and Language Sciences van Newcastle University, Engeland. Hij is het bekendst om zijn "Hole-in-the-Wall"-project, een onderwijstechniek die Mitra Minimally Invasive Education(MIE) noemde.

## Biografie
Sugata Mitra werd op 12 februari 1952 geboren in een  Bengaalse familie in Calcutta, India. Hij behaalde zijn  PhD in Solid State Physics aan het  Indian Institute of Technology (IIT) in Delhi. Hij deed in de vroege jaren 80 onderzoek op het gebied van systemen voor  energieopslag. Enkele jaren daarna verlegde hij zijn aandacht naar op LAN gebaseerde Database publishing. Midden jaren 90 richtte hij zich op het simuleren van  neurale netwerken om de mechanismen te ontcijferen van de ziekte van Alzheimer.

## "Hole-in-the-Wall"-project
In 1999 leidde Mitra, als hoofdonderzoeker verbonden aan het commerciële onderzoeksinstituut NIIT in India, een studie waarbij hij en zijn team een computer installeerden in een muur van een krottenwijk in Kalkaji, Delhi. Deze was zodanig geïnstalleerd dat hij aan (vrijwel uitsluitend) kinderen gratis toegang gaf tot internet, zonder supervisie. De onderzoeksresultaten suggereerden dat groepen kinderen, ongeacht hun achtergrond, volledig zelfstandig wegwijs kunnen worden op een computer en op internet, wanneer deze toegankelijk worden gemaakt op speelpleinen of op straat. De resultaten werden bevestigd in een grootschalig uitgevoerd experiment in India en Cambodja. In 2001 werd dit project (onder de naam HIWEL) uitgebreid tot 30 locaties in 9 Indiase  deelstaten, door samenwerking van NIIT met de Wereldbank.

## Prijzen
2005: Dewang Metha Award for Innovation in Information Technology van het Department of Information Technology van de Indiase overheid.
 
2012: Leonardo European Corporate Learning Award in the categorie "Crossing Border".

2013:  TED Prize, met daaraan verbonden een geldbedrag van $1 miljoen en hulp van de TED-gemeenschap om zijn idee van zelf-georganiseerde leeromgevingen op te schalen onder de naam School in the Cloud.

## Slumdog Millionaire
Mitra's "Hole-in-the-Wall"-project vormde de inspiratiebron voor Vikas Swarup's boek Q & A, waarop de in 2009 met 8 Oscars bekroonde speelfilm Slumdog Millionaire is gebaseerd.